# Littérature cambodgienne

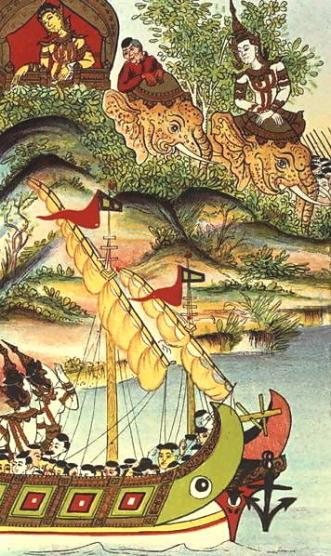
Image provenant de la littérature cambodgienne

La littérature cambodgienne désigne ici toute production littéraire en khmer ou au Cambodge ou de culture cambodgienne. En ce sens, toute littérature en langue minoritaire, comme toute littérature des diasporas (dont la diaspora cambodgienne en France), peut y trouver place.

## Préhistoire
Préhistoire et protohistoire restent mal définies.

## Histoire
L'histoire du Cambodge est assez bien connue à partir d'Angkor, après les supposés royaumes pré-angkoriens de Fou-nan (de 600 AEC à 627) et Chenla (500c-802).
La linguiste Saveros Pou (1929-2020) publie de nombreuses études dans le Bulletin de l'École française d'Extrême-Orient, et en 2004 un Dictionnaire vieux khmer-français-anglais.

### Avant Angkor
- Manuscrits sur ôles[1],[2]
- Manuscrit pliant (en) (Kraing), sur "papier khoï" (Streblus asper (en), Arbre-Khoï, arbre à brosses à dents, Moraceae)

L'indianisation de la péninsule Indochinoise se déroule approximativement entre le IIe et le XIIIe siècle, la rattachant à l'Indosphère.
Les chroniques chinoises évoquent le Royaume du Fou-nan (100c-700c), celui de Chenla (550c-802) et quelques autres dominations pré-angkoriennes.

### Empire khmer (802-1431)
De la littérature khmère ancienne, de l'époque de l'Empire khmer, il reste
- le témoignage ancien le plus fiable du diplomate chinois Zhou Daguan (1266-1346),
- quelques noms, dont Yajnavaraha (en) (10e siècle), prêtre-médecin et médecin royal, Indradevi (en) (12e siècle), reine théologienne,
- quelques manuscrits, dont (en) Khmer sastra (1150c), manuscrit en pali et en khmer,
- tout un corpus épigraphique, édité par l'École française d'Extrême-Orient, EFEO, « Corpus des inscriptions khmères », sur efeo.fr (consulté le 16 février 2021), Gerdi Gerschheimer, « Le Corpus des inscriptions khmères », sur persee.fr, 2003 (consulté le 16 février 2021).

La presque totalité des manuscrits, en sanskrit comme en khmer, sans doute conservés sur feuilles de palmier, ont disparu : traités, rituels, chroniques, recueils gnomiques, théâtre. Seuls subsistent éloges et panégyriques royaux ainsi qu'actes juridiques, conservés par gravure sur pierre.
La littérature sanskrite ultra-marine, hindouiste et bouddhiste, telle que conservée et révélée par l'épigraphie, est d'une langue et d'une versification parfaitement maîtrisées, d'une qualité et d'une quantité étonnantes pour un lectorat restreint.
Les textes khmers de l'époque sont moins littéraires et poétiques, simplement par comparaison sur les rares stèles bilingues.

### 15esiècle-19esiècle: domination siamoise
Seule demeure une littérature cambodgienne de cour. Des textes sont traduits du thaï.
Sont remarquables :
- le roi (1629–1632) Thommo Reachea II (1602-1632)
- les Chroniques royales cambodgiennes (en)

Le Reamker (en) ou Ramakerti est un poème épique cambodgien, dont les origines pourraient remonter au 7e siècle, adapté du Ramayana, comparable aux adaptations en dehors de l'Inde, dont le Ramakien thaïlandais. Le Reamker est également à l'origine du théâtre cambodgien, dans la mesure où le texte permet des présentations orales mises en scène, sur scène ou par des marionnettes ou des figurines.
Toute une tradition orale (contes, légendes, folklore) trouve sa source dans des poèmes de l'époque, dont l'origine reste incertaine.

### 19esiècle: interventions européennes
Parmi les rares personnalités littéraires :
- Ang Duong (1796-1860), roi de 1841 à 1860, Neang Kakey (en) (traduit en français en 1903 par Auguste Pavie), Les douze sœurs (en),
- (Venerable) Preah Botumthera Som (en) (1852-1932),
  - Tum Teav, tragédie romantique, dans la version de Preah Botumthera Som, traduite en français en 1880 par Étienne Aymonier, adaptée au cinéma (Tum Teav (film) (en) (2003)),
- Suttantaprija Ind (en) (1859-1924, Louk Oknha),
- Aruna Yukanthor (1860-1934)[3], La cantate angkoréenne (1923), Boniments sur les conflits de deux points cardinaux (1931), Prière haute (1935),
- Krom Ngoy (1865-1936), poète-chanteur,
- Chhim Krasem (en) (1870c-1950c),
- Nou Kan (1874-1947), poète, Dav Ek (1942)...

Les Occidentaux ont également publié sur le Cambodge et l'Indochine, : Étienne Aymonier, Henri Mouhot, Jules Harmand, Francis Garnier, Auguste Pavie, Ernest Doudart de Lagrée...

### 20esiècle
Il convient d'abord de signaler le travail de valorisation de la culture écrite khmère ancienne, à la fois par les écoles bouddhiques, les missions chrétiennes et l'École française d'Extrême-Orient, dont :
- Étienne Aymonier (1844-1929)[6], Dictionnaire khmêr-français (1878), Textes khmers, publiés avec une traduction sommaire (1878), L'Épigraphie kambodjienne (1885), etc.
- Marie-Joseph Guesdon (1852-1939), prêtre missionnaire catholique (Marie-Joseph Guesdon), Dictionnaire cambodgien-français (1915), Dictionnaire français-cambodgien (1931), etc.
- Adhémard Leclère (1853-1917), philologue, éditeur, soutien de la publication du premier livre imprimé en khmer, Pantan Tan Mas (Les recommandations du Grand-père Mas, 1908),
- George Cœdès (1886-1969), Études cambodgiennes[7]
- Suzanne Karpelès (1890-1968), ethnologue, philologue, membre de l'École française d'Extrême-Orient, initiatrice de l'Institut bouddhique de Pnomh Penh (1930), traductrice, éditrice.

Le Protectorat français du Cambodge (1863-1954), dans le cadre de l'Indochine française, promeut un système éducatif qui permet la naissance d'une littérature moderne en khmer.
Jusqu'en 1953, 48 romans sont publiés.
- Sou Seth : Bimba bilap (1900, Lamentation de Bimba),
- Le vénérable Som, Teuk rom p'ka rom (1911, L'eau qui danse et la fleur qui danse), Tum Teav (version complétée en 1915),
- Chuon Nath (en) (1883-1969), moine bouddhiste réformiste (Dhammayuttika Nikaya), patriarche, Nokoreach (hymne national cambodgien),
- Huot Tath
- Gẏm-Hâk[8] publie en 1939 dans un journal sans doute le premier roman moderne khmer, Dik Danle Sap (1941, Tuk Tonlésap, Les eaux de Tonle Sap), Sek som Paṇḍit (1933)
- Nhok Tem (en) (1903-1974), Kolab Pailin (en) (La rose de Pailin, 1936),
- Makhali-Phâl (Pierrette Guesde, 1908-1965), franco-cambodgienne, poétesse, romancière, La Favorite de dix ans (1940), Narayana ou Celui qui se meurt sur les eaux (1942),
- Rim Kin (1911-1959), romancier, Sophat (en) (1938 et 1942), Moel brah candrā (En regardant la lune, 1952), Nań samābhāvī (Mademoiselle Samapheavi, 1952),
- Nou Hach (en) (1916-1975), Phra Srabon (en) (La fleur fanée, 1947),
- Yan Heng (1921-1967), Kambul kamsat (La détresse suprême, 1944), Kambul senha (L'amour suprême, 1946), Prajum rioen lpoek / Recueil de fables, 1950),
- Jai Jum (?), Vanna (1951),
- (Madame) Suy Hien (?), Vāsnā nai nāń nāgrī (La destinée de Mademoiselle Nakri, 1952),
- Mith Sokhon (?).

#### Les années 1950-1970
Après la présence japonaise, puis la guerre d'indépendance, la Guerre d'Indochine (1946-1954), durant le Royaume du Cambodge (1953-1970) (Norodom Sihanouk), principalement de 1954 à 1969, plus de 500 romans ou nouvelles paraissent.

#### Les années noires 1967-1993
Pendant la Guerre civile cambodgienne (1967-1975), la République khmère (1970-1975), le Kampuchéa démocratique (1975-1979), la République populaire du Kampuchéa (1979-1993) et les guerres et la censure qui les ont accompagnés, les arts ne sont guère une priorité, sauf les chants ou chansons khmers rouges.

#### Depuis 1990
Plusieurs personnalités littéraires atteignent une certaine notoriété, après 1990 :
- Keng Vannsak (en) (1925-2008), philosophe, linguiste, franco-cambodgien,
- Biv Chhay Lieng (1930-2000c),
- Say Khun (?),
- Nhek Dim (1934-1978),
- Kong Bunchhoeun (en) (1939-2016), romancier, peintre, chanteur,
- Chuth Khay (en) (1940-), franco-cambodgien,
- (en) Khin Sok (1942-),
- Soth Polin (1943-),
- Hak Chhay Hok (en) (1944-1975), romancier,
- Khun Srun (en) (1945-1978), romancier, Un homme en examen, L'Accusé
- You Bo (1945c-),
- Yim Guechse (de) (1946-, exilé en Allemagne),
- Vann Nath (1946-2011),
- Samoth Sakou (1950?-)[9], Hommes et histoire du Cambodge (2012), Histoire du Cambodge et élites khmères (2013),
- Pal Vannarirak (1954-), romancière, scénariste, parolière,
- Sangwawann Pech (1955- ?, exilé en France), nouvelliste[10],
- Mao Samnang (en) (1959-), romancière, scénariste
- Suphany Oum (1960 ?), romancière, poétesse[11],
- Chath Piersath (1960 ?-), etc.
- Vallantin Dulac Lada (née Pen), écrivain, parolière. Ladavann, une orchidée sauvage, Ladawan Wild Orchid.

### 21esiècle
Parmi les nouveaux écrivains :
- Ouch Vutha, Uom Niroth, Hou Yath, Nget Sophorn, romanciers et nouvellistes,
- Sok Sothon, Pol Pisey, Uk Sau Bol, Eum Sarom, Som Sophierin, Hy Kim Siep, poètes,
- Yem Samna, Wa Samart, Un Sok Hieng, Phu Yaat, Saim Phuneary,
- Somaly Mam (1970-),
- Theary Seng (1971-), avocate, militante
- Nantarayao Samputho (1976-, Phoeung Kompheak)
- Mey Son Sotheary (1977-), romancière et nouvelliste
- Christian Mey (1979-), romancière, L'abnégation de ma cambogienne
- Santel Phin (1980?),
- Peuo Tuy (1990?),
- Bounchan Suksiri, Botum Kesâ (Une Apsara de Maha Nokor)

## Œuvres
- Reamker (en), version khmère du Ramayana[12],[13].
- (en) Chroniques royales cambodgiennes (Rajabansavatar ou Rapa Ksatr), concernant la période 1340-1416
- Vorgong et Sorvong (en)
- Preah Ko Preah Keo (en), légende des deux frères
- Tum Teav, ancienne légende, réécrite vers 1900, traduite en français en 1880 par Étienne Aymonier

## Auteurs
- (en) Association des écrivains khmers (1954 ou 1956)
- Association des Écrivains Khmers à l'étranger (AEKE)
- Liste d'écrivains cambodgiens

## Publications périodiques
- Bulletin officiel du Cambodge
- Annuaire illustré du Cambodge
- Bulletin de la Chambre mixte de commerce et de l'agriculture
- Le Petit Cambodgien (1899-1900), journal autographié puis lithographié
- Impartial de Pnom Penh (1910 ?)
- Opinion du Cambodge (1910 ?)
- Rajakic Rajakar / Recueil des actes du gouvernement cambodgien (1911-)
- L'Écho du Cambodge (en) (Pnomh-Penh, 1922-?)
- Impartial de Pnom Penh (1925)
- Bulletin élémentaire franco-khmer (1925)
- Kambuja Suriya (Le soleil du Cambodge, 1926)
- Sruk Kmaer (Le pays khmer, 1927)
- Sasanakiccanukron / Rapport mensuel sur les affaires religieuses (1931)
- Ratri thnai Saur (Le samedi soir, 1935)
- Nagaravatt (décembre 1936), sans doute le premier journal politique en khmer de tendance nationaliste
- Cambodge d’aujourd’hui (1955)
- Réalités cambodgiennes (1956)
- Observateur (1960)
- Dassanavatti samrap gru panrien / Revue de l’Instituteur Khmer (1957 ?)
- Annales de la Faculté de droit de Pnom Penh (1960)
- Kambuja (1965)
- Études cambodgiennes (1965)
- Serika / La Voix du Cambodge Libre
- Nagar Dham / Journal des Réfugiés Cambodgiens
- Samagan kar bar tampun khmaer / Préserver la culture khmère
- Le Mékong, devenu Cambodge Soir (1993-2010)
- Le Rénovateur (1998, Laos)
- Cambodge Soir Hebdo (2007-2009)
- Liste de journaux au Cambodge (en)
- Jentayu (2014,Nouvelles voix d'Asie)[14]

## Institutions
- Prix littéraires : Angkor Prize, Preah Reach Samphear Prize, Preah Suramarit Prize, Queen Indradevi Prize, Preah Sihanouk Prize, Samdech Hun Sen Prize,
- École française d'Extrême-Orient[15],
- Bibliothèque nationale du Cambodge[16], et son versant numérique, Khmerica[17]
- Centres de ressources en sciences humaines au Cambodge[18]
- Prix des écrivains de l'Asie du Sud-Est (SEA, lauréats sur la version anglophone)
- Prix littéraire de l'Asie, de l'Association des écrivains de langue française

## Diasporas
- Diaspora cambodgienne en France
- Cambodian Australians (en)
- Little Cambodia (en) (principalement aux USA)